# هامبیل
هامبیل (به لاتین: Humble) یک منطقهٔ مسکونی در دانمارک است که در لانگلند واقع شده‌است. هامبیل ۶۳۹ نفر جمعیت دارد.